# Kathryn Grayson

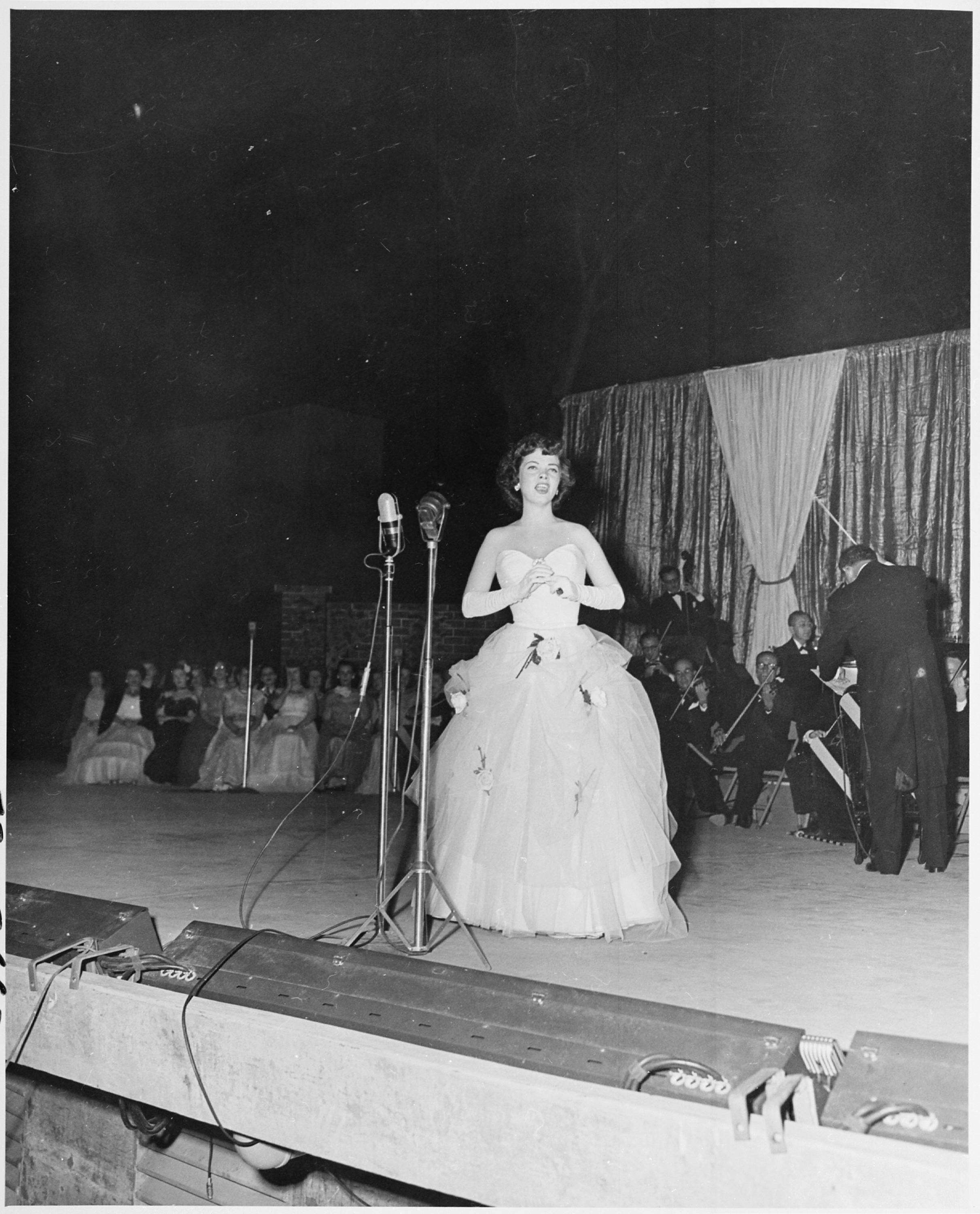
Grayson bei einem Auftritt im Jahr 1951

Kathryn Grayson (gebürtig: Zelma Kathryn Elisabeth Hedrick; * 9. Februar 1922 in Winston-Salem, North Carolina; † 17. Februar 2010 in Los Angeles, Kalifornien) war eine US-amerikanische Schauspielerin und Sängerin.

## Leben
Die Sopranistin Kathryn Grayson wurde Ende der 1930er-Jahre von einem Talentsucher der MGM entdeckt, als sie in der Radioshow von Eddie Cantor sang. Nach einigen kleineren Rollen, unter anderem in der klassischen Talentschmiede der Andy-Hardy-Serie, in der auch Ava Gardner, Lana Turner und Esther Williams ihre Auftritte absolvierten, wurde sie bereits 1942 durch den Film Seven Sweethearts populär. Der sentimentale Streifen über einen Witwer mit sieben Töchtern war die erste Produktion von Joe Pasternak, nachdem Louis B. Mayer ihn von Universal abgeworben hatte.
Grayson, die über einen angenehmen Sopran verfügte und als hübsch galt, entwickelte sich bald zu einer gefragten Darstellerin in aufwendig produzierten Musicals. In der Revue Till the Clouds Roll Bye sang sie Smoke Gets in Your Eyes, was Vergleiche zu den Interpretationen durch Alice Faye und Irene Dunne provozierte. Den Höhepunkt ihrer Karriere erreichte sie neben Howard Keel in der opulenten Verfilmung von Show Boat aus dem Jahr 1951. Sie drehte zwei Filme mit Mario Lanza. Ein drittes Projekt mit dem amerikanischen Tenor und Schauspieler lehnte sie jedoch ab, da sie sich über Lanzas rüpelhaftes Verhalten am Filmset beklagte.
1953 war sie sowohl als Grace Moore in der Filmbiografie So This Is Love zu sehen als auch als Hauptdarstellerin in der in 3-D aufgenommenen Verfilmung von Kiss Me Kate, wieder mit Howard Keel als Partner. Mit dem Niedergang des klassischen Hollywood-Musicals Mitte der Dekade war auch Graysons Filmkarriere beendet. Sie trat in den Folgejahren erfolgreich in Nachtclubs auf und absolvierte gelegentlich Fernsehauftritte, zuletzt Ende der 1980er-Jahre in der Rolle der Ideal Molloy in drei Folgen von Mord ist ihr Hobby. Ein Stern auf dem Hollywood Walk of Fame erinnert an sie.
Grayson war zweimal verheiratet, von 1941 bis 1946 mit dem Schauspieler John Shelton und von 1947 bis 1951 mit dem Schauspieler und Sänger Johnnie Johnston. Aus dieser Ehe entstammte auch ihr einziges Kind, (* 1948) Tochter Patricia „Patty Cake“ Kathryn Johnston.

## Filmografie
- 1941: Andy Hardy’s Private Secretary
- 1942: The Vanishing Virginian
- 1942: Rio Rita
- 1942: Sieben junge Herzen (Seven Sweethearts)
- 1943: Nacht der tausend Sterne (Thousands Cheer)
- 1945: Urlaub in Hollywood (Anchors Aweigh)
- 1945: Broadway Melodie 1950 (Ziegfeld Follies)
- 1946: Erfüllte Träume (Two Sisters from Boston)
- 1946: Bis die Wolken vorüberzieh’n (Till the Clouds Roll By)
- 1947: Ihre beiden Verehrer (It Happened in Brooklyn)
- 1948: Ein Bandit zum Küssen (The Kissing Bandit)
- 1949: Kuß um Mitternacht (The Midnight Kiss)
- 1950: Der Fischer von Louisiana (The Toast of New Orleans)
- 1951: Mein Mann will heiraten (Grounds for Marriage)
- 1951: Mississippi-Melodie (Show Boat)
- 1952: Männer machen Mode (Lovely to Look At)
- 1953: El Khobar – Schrecken der Wüste (The Desert Song)
- 1953: So This Is Love
- 1953: Küß mich, Kätchen! (Kiss Me Kate)
- 1955/1956: General Electric Theater (Fernsehserie, 2 Folgen)
- 1956: König der Vagabunden (The Vagabond King)
- 1957: Playhouse 90 (Fernsehserie, Folge The Lone Woman)
- 1958: Lux Playhouse (Fernsehserie, Folge A Game of Hate)
- 1978: Baretta (Fernsehserie, Folge The Marker)
- 1987–1989: Mord ist ihr Hobby (Murder, She Wrote; Fernsehserie, 3 Folgen)